# Black Bull Hotel

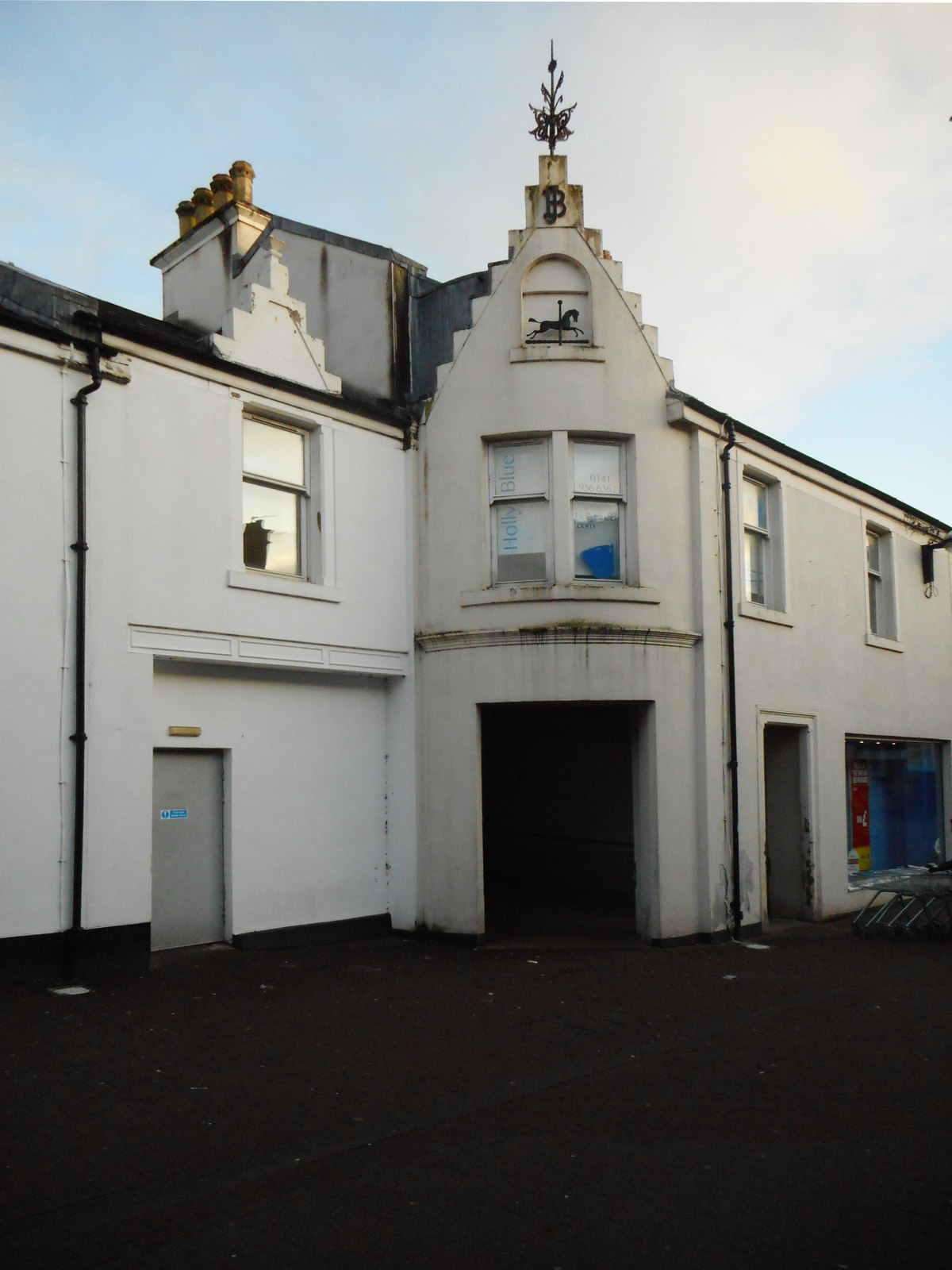
Black Bull Hotel

Das Black Bull Hotel ist ein Hotelbetrieb in der schottischen Stadt Milngavie in der Council Area East Dunbartonshire. Das Gebäude liegt am Fraser Centre im Stadtzentrum. 1978 wurde das Black Bull Hotel in die schottischen Denkmallisten in der Kategorie C aufgenommen.

## Beschreibung
Das Black Bull Hotel wurde im Jahre 1827 eröffnet. Es diente zunächst als Wegestation für Kutschreisende. 1971 wurde das Gebäude für 140.000 £ umfassend renoviert. Hierbei blieb jedoch die ursprüngliche Architektur erhalten. Eigentümer war zu diesem Zeitpunkt John Allison. Das zweigeschossige Gebäude ist verputzt und gekalkt. Es schließt mit einem schiefergedeckten Dach ab. Es besitzt vier Fensterachsen, wobei die Fensteröffnungen im Erdgeschoss mit Gittern versehen sind. Der Eingang ist nicht mittig angeordnet, sondern nach rechts versetzt. Eine Cocktailbar und eine Gastwirtschaft ergänzen den Hotelbetrieb.